# Antônio Cardoso
Antônio Cardoso es un municipio brasileño del estado de Bahía. Con una población de 12.074 habitantes (censo del IBGE 2007). Se localiza en el margen izquierdo del río Paraguaçu.